# Thelypteris pilosa
Thelypteris pilosa là một loài thực vật có mạch trong họ Thelypteridaceae. Loài này được (M. Martens & Galeotti) Crawford miêu tả khoa học đầu tiên năm 1951.